# A Ferencvárosi Torna Club szurkolói
A Ferencvárosi Torna Club (röviden FTC, Ferencváros vagy Fradi) labdarúgó csapata óriási szurkolótáborral rendelkezik, Magyarországon vitathatatlanul a legnagyobbal. A bérletesek száma az NB I-es idényekben 6000 felett van, ami Magyarországon egyedülálló.

## A ferencvárosi B-Közép története

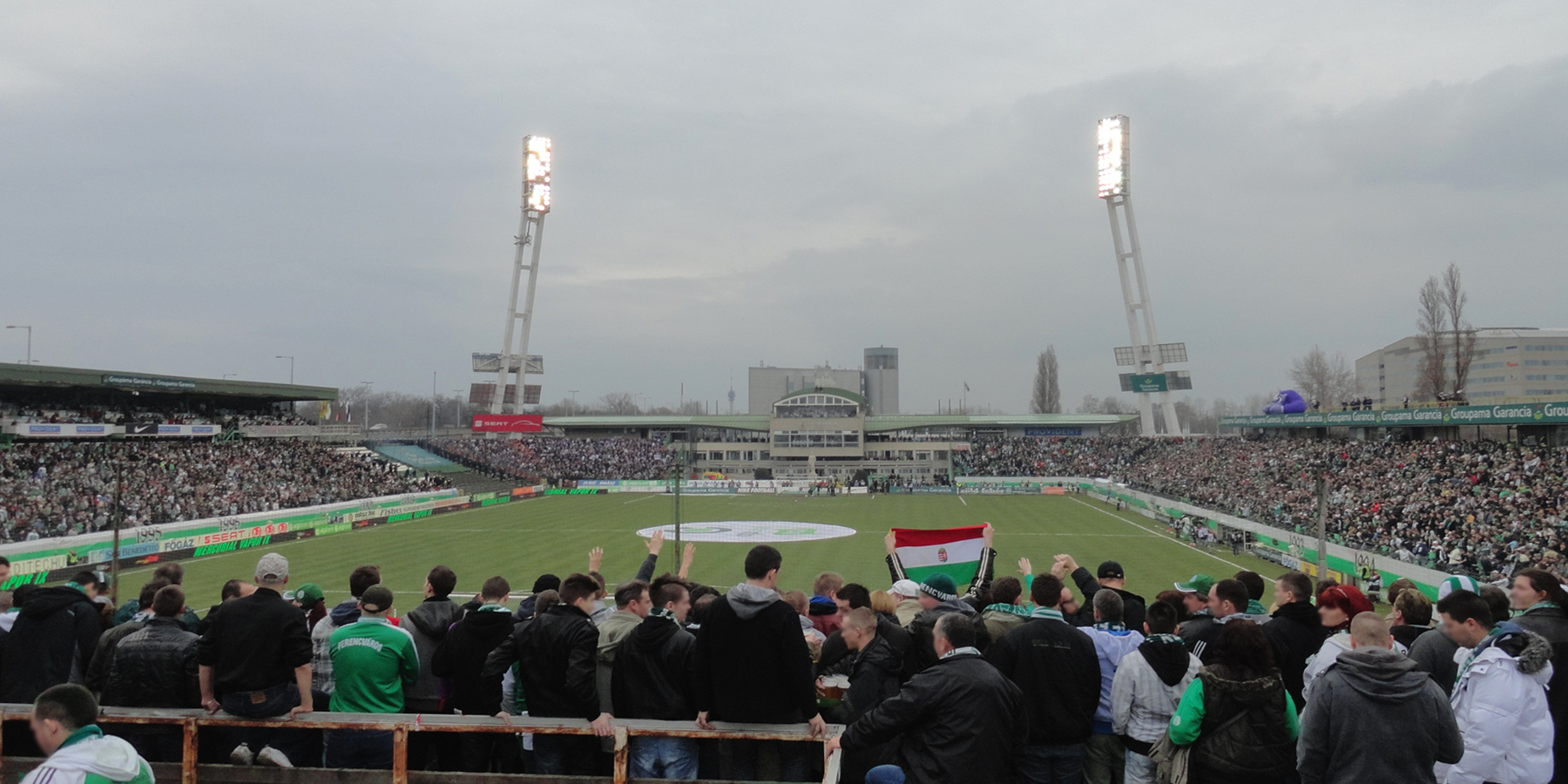
Telt ház az Újpest elleni rangadón (2013)

A ferencvárosi szurkolókat általában fradistának nevezik (amely, a német eredetű Franzstadt köznyelvi rövidülése). A kapu mögött helyezkedik el a "Tábor", ismertebb nevén a Ferencvárosi B-Közép. Magyarországon a legjobb szurkolók között tartják számon őket, abban a tekintetben, hogy az ország egyik legkitartóbb szurkolóiról van szó (melyet többször bizonyítottak az évek alatt), a meccseken mutatott koreográfiák, látványok (zászlókkal, sálakkal felszerelkezve, pirotechnikai eszközökkel, feliratokkal, plakátokkal, táblákkal, üzenetekkel), buzdítások, énekek alapján is a legelkötelezettebbek közé tartoznak, hagyományaik is a régmúltra nyúlnak vissza.
A Fradi szurkolói vannak a legtöbben Magyarországon, hiszen nem csak Budapesten, de vidéken és a határon túlról is sok hívet szerzett a csapat immár több, mint 120 éves történelme alatt.
Korabeli tudósítások számolnak be arról, hogy a ferencvárosi szurkolók már 1928-ban szervezett körülmények között, több száz fővel utaztak idegenbeli mérkőzéseikre. A világon elsőként jelent meg szervezett formában a lelátón a szurkolás, ebben az évben különvonattal, mintegy 600 fővel vonatoztak le Szegedre. Manapság sok csapat táborára használják a B-Közép kifejezést, habár ennek az eredete is a Fradihoz köthető. A régi Üllői úti stadion "B" tribünjének közepén helyezkedtek el a fanatikus szurkolók, innen ered a B-Közép elnevezés.
A Ferencváros szurkolóinak nagy része úgy érzi, hogy Fradistának lenni egy életérzés, életvitel, életstílus. Sok esetben egyenlő a magyarságtudattal, szívükön viselik a magyarság dolgát (ennek során sokszor hangot is adnak). A Fradi szurkolók 1929-ben hozták létre az úgynevezett, és a világon is egyedülálló „Fradi szívet” (mely többek között a klubhoz való elkötelezettséget és az összetartást is jelenti). Havi öt koronáért lehetett csatlakozni a B-tribünön helyet foglaló rajongókhoz. Az öt koronát kifizető szurkoló cserébe egy jelvényt kapott, amit a szíve fölött kellett viselnie. A jelvényt viselők együtt utaztak a meccsekre és egységesen szurkoltak. Ebből alakult ki a Fradi-szív fogalma. Két nap alatt 1.000 szurkoló jelentkezett, s ez a szám néhány hét alatt négyezerre emelkedett! 
1931. október 25-én, egy Ferencváros-Vasas (5-1) találkozón buzdította a szurkolósereg először "Hajrá Fradi-val" a csapatot. Radványi Pál, a B-közép akkori vezetője úgy vélte sokkal magyarosabb és könnyebb is kiejteni, mint a korábban használt "Tempó-t".
Magyarországon a Ferencváros a legnépszerűbb labdarúgócsapat; a ferencvárosi meccseket látogatják a legtöbben (a 2000-es években, még az első osztályban általában 6-8 ezren, fontosabb meccsen akár 12-14 ezren is), még a másodosztályban is előfordult, hogy 10 ezernél többen látogattak ki egy meccsre. A Ferencváros első NB II-es mérkőzésén a Jászapáti ellen 14 ezer szurkolója volt kint a stadionban, Makó ellen 10 ezren, az Orosháza elleni mérkőzésen is 10 ezren vettek részt a találkozón, a Nyíregyháza elleni rangadóra 13408 néző volt kíváncsi. A 2007-2008-as idény évnyitó mérkőzésén a BKV Előre ellen 8 ezren látogattak ki az Üllői úti Stadionba, majd a Kazincbarcika ellen 13 ezren, Vác ellen 8 ezer szurkoló, Szolnokon 9 ezer, majd a Kecskemét elleni mérkőzésen, hazai pályán 10.000 ember.
2013-ban az Albert Flórián Stadion utolsó bajnoki mérkőzésén, éppen a nagy rivális Újpest ellen, telt ház előtt, 16.000 szurkoló foglalt helyet a lelátón. Még ebben az évben megkezdődött az új Üllői úti stadion építése, így ez idő alatt a Fradi a Puskás Ferenc Stadionban játszotta a hazai mérkőzéseit. Az első Újpest elleni derbyn, az elmúlt 20 év legnagyobb hazai nézőszámát regisztrálták, ugyanis 22.094 ember vett részt a találkozón.
A 2018-19-es szezonban a Fradi tábor jubileumi évet tartott, hiszen 90 éve alapították a B-Közepet. Látványos koreográfiákat, pirotechnikai bemutatókat csodálhattak a szurkolók ebben az esztendőben, emellett számos új dal is született. Az évben egy régi hagyományt felélesztve, kétszer is különvonatos túrára vállalkozva utaztak el idegenbeli találkozóikra a szurkolók, Debrecenbe és Miskolcra. Továbbá szintén megdőlt egy nagyon régi csúcs, ez pedig a hazai átlagnézőszám volt. Hazai pályán átlagban 10.715-en voltak kíváncsiak a csapatra, míg az átlagnézőszám 7.885 lett az év végére.

## Szurkolói csoportok
Az FTC rajongói, Magyarország egyik leghírhedtebb szurkológárdája, külföldön is elhíresült a drukkerek csoportja. A Ferencvárosi TC-nek van a legtöbb, és a legnagyobb szurkolói csoportja az országban, általában ultra csoportokról van szó. Az évek során számos jelentős szurkolói csoport jelent meg a lelátón: Green Monsters, Eastern Greens, EEE mozgalom, Green Family, XVI. szektor, Green Tigers, Új Generáció, Aryan Greens, Party Brigád, Ligeti Egység, Zöld Patrióták, Girls, Szatmári Fradisták, Vasi Fradisták, Felvidéki Fradisták, East Casual Crew, Green 76 Ultras, Fradi Donau Boys, Alisca Greens, Cosa Nostra, Stormy Scamps, 7 side, Felvidéki harcosok, Szatmári Fradisták ;Székely légió; melyek közül több csoport is megszűnt már, de a többségük még aktív. A Fradi szurkolói csoportjai között vannak ultra, casual és hool csoportok is. A zöld-fehér szurkolók gerince ezekből a csoportokból szerveződik.
A szurkolók egy része képezi az ún. Fradi Tábort (röviden: A Tábor), bár itt is megfordul szinte mindenféle nézetű, habitusú ember. Jellemző a Ferencváros idősebb (30 feletti) szurkolóira, hogy tízen-húszon évesen a Tábort erősítették, majd később átszoktak a sokkal nyugodtabb oldal-lelátókra, szurkolói szleng szerint a „nyugdíjas szektorokba”.
Jelenleg az 1995 óta aktív Green Monsters vezényli a szurkolást.

### A kemény mag
A ferencvárosi szurkolók kemény magja általában a magyar válogatott labdarúgó meccsein is képviseltetik magukat, támogatva az országot. A ferencvárosi szurkolók általában jobboldali (bizonyos része szélsőjobboldali) nézetekkel rendelkeznek, ennek gyakran hangot is adnak, sokszor került botrányba a csapat megnyilvánulásaik (gyakran antiszemita, hungarista megnyilvánulások) miatt. Bár az előbb említettek a Fradi szurkolóinak csak egy bizonyos részére igaz, a botrányokat általában pár száz fős csoportok okozták, nem lehet az egész Fradira ráhúzni az említett állításokat, ugyanis szurkolóik is, mint más csapat szurkolói között is vannak békésebb, és harcosabb jelleműek, felfogásúak is, fiatalok, idősek egyaránt. A csapat szurkolói viszont az évek során többször is kerültek botrányba, összetűzésbe más csapatok szurkolóival, illetve a rendőrséggel különböző okok miatt, ekkor jellemző  volt a vandalizmus a dulakodó csoportokra (mindegyik félnél). A ferencvárosi szurkolókat sokszor durvának minősítik, ám nem szabad elfelejteni, hogy így is Magyarország élvonalába tartoznak, többek között csapatukhoz való lojalitásuk miatt.
A szurkolók több okból is híresek külföldön is, a csapathoz való hozzáállás mellett (mely kiemelkedő) keménységük miatt is. A szurkolók és a klub mindig is a magyar köztudatban forogtak, köszönhetően a médiának, mind a mai napig, hiszen ha a Fradival valami rossz, vagy éppen jó dolog történik, vagy valami botrány esetleg, arra szinte mindenki felfigyel az országban, pont a klub ismertsége miatt.
A Ferencvárossal kapcsolatos botrányok mindig nagy teret kapnak a médiában, gyakran előfordul az is, hogy kreált botrányról van szó. Például 2007-ben „állítólag” a televíziós híradások szerint a Fradisták törtek-zúztak Szolnokon, míg a helyi rendőrség eseménytelennek minősítette a Fradisták szolnoki kiruccanását.

## Barátságok más csapatok szurkolóival
A ferencvárosi szurkolók általában jó kapcsolatot ápolnak a hasonló felfogású klubokkal vagy a zöld-fehér színekben játszó egyesületekkel. A Fradi szurkolói jó kapcsolatban vannak többek között hazánkban a ZTE (Zalaegerszegi TE), külföldön a görög Panathinaikos, vagy éppen az osztrák Rapid Wien szurkolóival. A Fradi szurkolói képviseltetik magukat olyan klubok meccsein, mint például a felvidéki FK DAC 1904 Dunaszerdahely, amely a szlovák bajnokságban játszik. A Dunaszerdahely csapatában sok egykori Ferencvárosi labdarúgó is játszott, játszik. Természetesen más határon túli magyar csapat táboraiban is gyakran feltűnnek fradisták, mint Topolyai SC vagy a Sepsi OSK, azonban csak szurkolói csoportokon kívüli szervezésben. Csoportszintű jó kapcsolat a Sepsi-SIC női kosárlabdacsapat Székely Légiójával létezett a női kézilabdázókat a 2000-es és 2010-es években buzdító szurkolói csoport, a Ligeti Egység révén.
Az utóbbi évtizedekben 2 lengyel csapattal is baráti viszony alakult ki, előbb a Bałtyk Gdynia szurkolóival, majd a nagyobb nevű Slask Wroclaw egyesület szurkolóival. Utóbbi barátság 2021 nyara óta hivatalos. Női kézilabdában pedig 

## Rivalizálás más csapatok szurkolóival

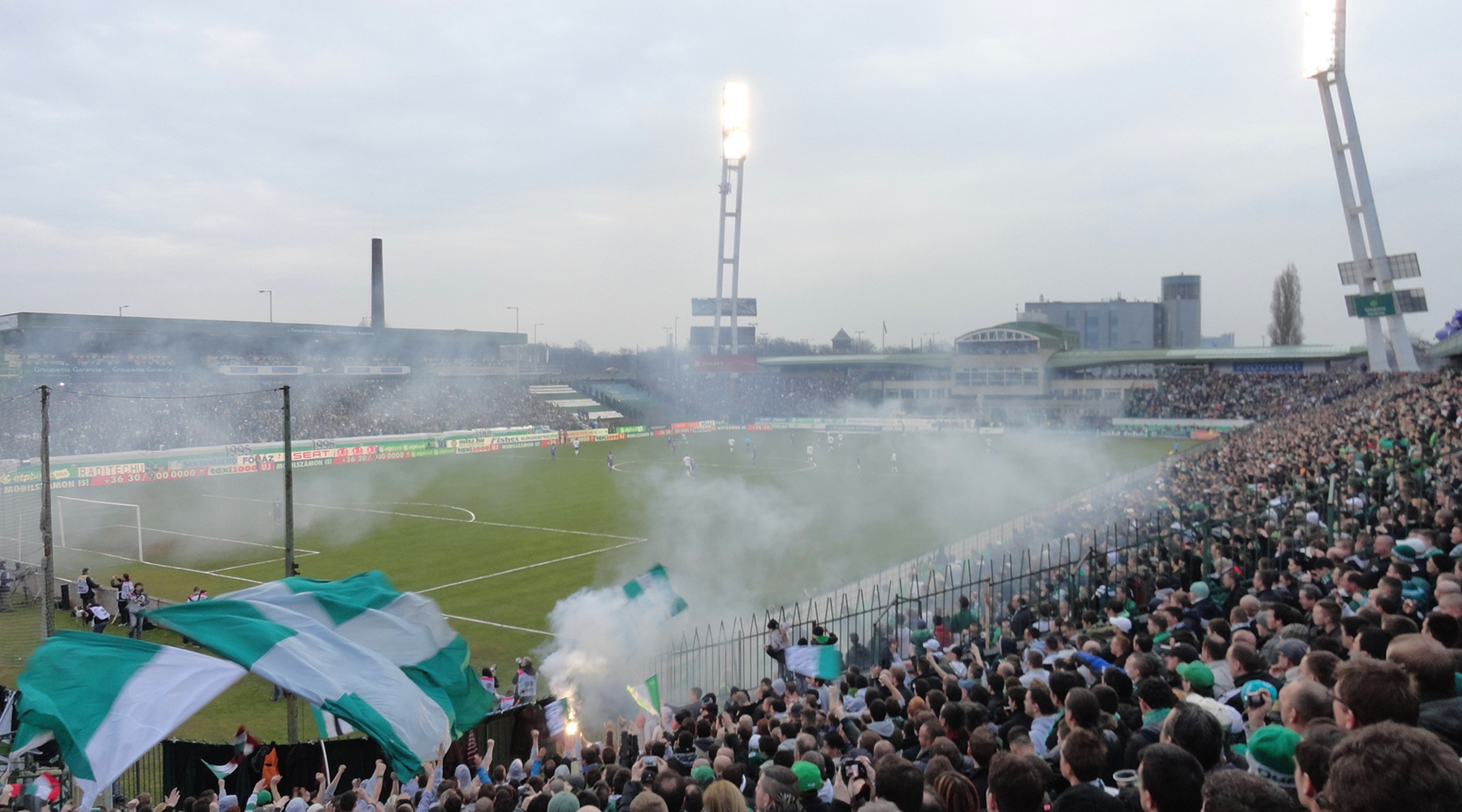
A legnagyobb riválisnak tartott Újpest elleni mérkőzés 2013. március 10-én.

A ferencvárosi szurkolók legnagyobb riválisai az Újpest szurkolók (a lilák, dózsások), valószínűleg ők kedvelik legkevésbé egymást az országban, melynek minden szinten hangot is adnak (a Fradi-Újpest rangadót lásd lejjebb). A Fradisták rivalizálnak még Magyarországon többek között a Honvéd, Diósgyőr, Debrecen szurkolóival is. Meccseiken általában parázshangulat uralkodik, a feszültség szinte tapintható, robbanásig feszült helyzet. A rivalizálás néha verekedésbe, botrányba torkollik, melyek a stadionon belül, kívül is folytatódhatnak, a rendőri beavatkozás sem volt ritka ezen esetekben. Általában (egy pár esettől eltekintve, amikor viszont elszabadul a pokol a két csapat szurkolói között) azonban ezen feszült rangadók is békés lefolyásúak (a rendőrség kiemelten kezeli a rangadókat, vagy a hírhedten heves rivalizálásokat, a veszélyesnek ígérkező meccseket). A csapat a másodosztályban új riválisokkal „gazdagodott”, így a Kecskemét és a Szolnok csapatának szurkolóival kölcsönösen nem volt túl felhőtlen a viszony, és a békéscsabai szurkolókkal is heves rivalizálás alakult ki (igaz ez utóbbi már régóta létezik).

### Ferencváros–Újpest-rangadó
Az FTC-Újpest rangadó Magyarország minden bizonnyal legnagyobb, leghevesebb rangadója. Hatalmas múltú a rivalizálás a zöld-fehérek, és a lila-fehérek között, nem csak Magyarországon, de Közép-Európában is. A két csapat 1905-ben találkozott az élvonalban, azóta 226 bajnoki meccset játszottak 2019-ig, így a világ második legtöbb meccsét a Fradi játszotta riválisával az Újpesttel (2005-ös adatok szerint ezt a rangadót csak az „Old Firm” azaz a Celtic-Rangers rangadó előzi meg 255 alkalommal, és a „Merseyside Derby” azaz a Liverpool-Everton rangadó követi 194 alkalommal). A Fradi-UTE rangadón gyakoriak a szurkolói rendbontások, összetűzések a stadionon kívül, belül, a rendőrséggel, egymással, ezért általában igen nagy rendőri felügyelet alatt zajlik a mérkőzés.